# Александрово (Маловоложикьїнське сільське поселення)
Алекса́ндрово (рос. Александрово) — присілок в Можгинському районі Удмуртії, Росія.

## Населення
Населення — 5 осіб (2010; 7 в 2002).
Національний склад станом на 2002 рік:
- росіяни - 57%
- удмурти — 43 %